# As Granfinas e o Camelô
As Granfinas e o Camelô  é um filme brasileiro de 1977 do gênero pornochanchada, dirigido por Ismar Porto. Traz trechos do show de mulatas de Osvaldo Sargentelli na boate carioca Oba-Oba. Música de Zé Rodrix .

## Elenco
- Carlo Mossy...Zé Maria, o camelô
- Marisa Sommer...Marta
- Elisa Fernandes...Vera
- Kátia D'Angelo...Dorinha
- Ana Maria Kreisler...Helena
- Adele Fátima...Hilda, a vedete
- Fernando José...Mendes, pai de Marta
- Waldir Maia ...Afonso, o mordomo
- Ivan de Almeida...Milton, empregado de Mendes

## Sinopse
Marta, Helena e Vera são três mulheres ricas entediadas que resolvem fazer uma aposta: que Marta não conseguirá transformar um homem simples num cavalheiro. O camelô Zé Maria é o escolhido para ser aquele que vai ser ensinado. Ele vendia produtos ilegais e é preso, mas Marta paga a fiança e o obriga a ficar morando na casa dela por um mês, enquanto lhe dará aulas de etiqueta. Contrariado mas interessado em Marta, Zé Maria se esforça para aprender boas maneiras mas Helena e Vera são atraídas por ele quando o conhecem e passam a tentar tirá-lo da casa de Marta, tentando inclusive disfarces, sequestro e invasão. O pai de Marta também não gosta do malandro morando lá e contrata a vedete Hilda Rebolado para se passar por copeira e seduzir Zé Maria, a fim de decepcionar Marta. Zé Maria acaba se cansando de todo o assédio e tenta fugir e voltar para sua namorada no subúrbio, Dorinha.